# 德魯·科姆索
德魯·科姆索（英語：Drew Commesso，2002年7月19日—）是美國冰球守門員。

## 青年生涯
科姆索參加了美國冰球國家隊發展計劃。

## 大學生涯
科姆索加入波士頓大學㹴犬，他是隊上的先發守門員。

## 職業生涯
他在2020年NHL選秀第2輪被芝加哥黑鷹選中。

## 國家隊生涯
科姆索參加2022年冬季奧林匹克運動會，成為美國史上最年輕的先發守門員。在他對中國隊的首秀中，他完成29次撲救。